# Pandam Gadang
Pandam Gadang is een bestuurslaag in het regentschap Lima Puluh Kota van de provincie West-Sumatra, Indonesië. Pandam Gadang telt 4676 inwoners (volkstelling 2010).